# Liste von Dateinamenserweiterungen/0–9
In dieser Liste sind übliche Dateinamenserweiterungen aufgelistet, die in einigen Betriebssystemen zur Unterscheidung von Dateiformaten verwendet werden. In anderen Betriebssystemen erfolgt die Dateitypenidentifikation hauptsächlich über den Dateivorspann und bei E-Mail-Anhängen hat der MIME-Type eine größere Bedeutung als die Dateinamenserweiterung. Systeme, die nach den beiden letztgenannten Vorgehensweisen verfahren, ignorieren die Erweiterung meist vollständig. 
| Dateinamenserweiterung | MIME-Typ       | Vollständiger Name | Bemerkungen, Verwendung |
| ---------------------- | -------------- | --- | --- |
| .#01, .#02, ...        |                | – | Durchnummerierte Bilder einer gescannten Filmrolle                                                                                     |
| .$$$                   |                | – | Verwendung bei OS/2 zur Markierung archivierter Dateien                                                                                |
| .$$$                   |                | – | möglicherweise eine Temporäre Datei unter PC-kompatiblem DOS                                                                           |
| .@@@                   |                | – | Dokumentationen für Programme, wie Microsoft Codeview                                                                                  |
| ~                      |                | – | Backup-Datei (Unix/Linux) |
| .~$~                   |                | Temporäre Datei | 1ST Reader |
| .~ap                   |                | AppExpert project database-Datei | Borland C++ 4.5 |
| .~de                   |                | Project backup-Datei | Borland C++ 4.5 |
| .~mn                   |                | Menu backup | Norton Commander |
| .~pr                   |                | Project backup-Datei | Terramodel |
| .0                     |                | Data-Datei | GEOWorks |
| .01                    |                | Video-Datei | zweite Datei bei Überschreiten der Dateigröße von 2 GB bei .ts-Dateien, siehe dort                                                     |
| .000                   |                | Komprimierte Datei | Microsoft DoubleSpace und Microsoft DriveSpace                                                                                         |
| .000, ..., .999        |                | "DOS-Dateinamenserweiterung" einer beliebigen Geos-Datei (Dateiname, Icon, Typ, ... werden in der Datei gespeichert und in Geos anstelle des "DOS-Namens" angezeigt) | PC/GEOS |
| .000, ..., .20009      |                | – | Zum Durchnummerieren von Sicherungskopien von Dateien; auch verwendet, um verschiedene verwandte Daten bestimmten Benutzern zuzuordnen |
| .001                   |                | NetWare Unicode Rule Table File | Novell NetWare |
| .001                   |                | Datanorm (Daten) | Datenfile mit Beschreibungstexten und Preisen von Großhändlern und Lieferanten                                                         |
| .04                    |                | Data File | ElsterFormular 2004/2005-Dateien (ELSTER Online-Steuererklärung der Finanzämter)                                                       |
| .05                    |                | Data File | ElsterFormular 2005/2006-Dateien (ELSTER Online-Steuererklärung der Finanzämter)                                                       |
| .06                    |                | Data File | ElsterFormular 2006/2007-Dateien (ELSTER Online-Steuererklärung der Finanzämter)                                                       |
| .07                    |                | Data File | ElsterFormular 2007/2008-Dateien (ELSTER Online-Steuererklärung der Finanzämter)                                                       |
| .1, ..., .999          |                | Datenbankindex | Superbase |
| .1-step                |                | Backup-Datei | Iomega Backup |
| .113                   |                | Backup-Datei (Daten) | Iomega Backup |
| .123                   |                | Lotus 123 97 Datei | Tabelle |
| .12m                   |                | Smartmaster-Datei | Lotus 1-2-3 '97 |
| .1st                   |                | Documenting wizard list | Microsoft Visual FoxPro |
| .02                    |                | Video-Datei | dritte Datei bei Überschreiten der Dateigröße von 2 GB bei .ts-Dateien, siehe dort                                                     |
| .201                   |                | | StarMoney BPD-Datei (Windows) |
| .210                   |                | | StarMoney BPD-Datei (Windows) |
| .22                    |                | | StarMoney BPD-Datei (Windows) |
| .220                   |                | | StarMoney BPD-Datei (Windows) |
| .23                    |                | | StarMoney BPD-Datei (Windows) |
| .24                    |                | | StarMoney BPD-Datei (Windows) |
| .25                    |                | | StarMoney BPD-Datei (Windows) |
| .263                   |                | – | Video-Elemementary-Stream mit H.263 komprimiert                                                                                        |
| .264                   |                | – | Video-Elemementary-Stream mit H.264 komprimiert                                                                                        |
| .2d                    |                | 2D-Zeichnung | VersaCAD |
| .2dm                   |                | 3D-Geländemodell | SMS |
| .2gr, .3gr             |                | VGA Graphics driver/configuration | Microsoft Windows |
| .300                   |                | | StarMoney BPD-Datei (Windows) |
| .32x                   |                | – | ROM-Datei eines Sega-32X-Moduls |
| .386                   |                | – | Linear Executable (LE) (VXD - DOS Extender; Datei für die Verwendung mit 80386-CPUs                                                    |
| .3d                    |                | 3-dimens. Zeichnung | VersaCAD |
| .3dmf                  | x-world/x-3dmf | 3D Metafile | QuickDraw 3D |
| .3dm                   | x-world/x-3dmf | 3D Model | McNeel Rhinoceros 3D |
| .3dmod                 |                | 3D-Model | 3D ModelAchitect, RoomArchitect |
| .3dr                   |                | 3DMark.Result | 3D Mark |
| .3dlib                 |                | Bibliothek für 3D-Modelle | 3D RoomAchitect |
| .3ds                   |                | 3D Studio | Cinema4D, 3ds Max, AutoCAD |
| .3ds                   |                | Nintendo 3DS ROM Image | Dump einer Nintendo 3DS Speicherkarte zur Verwendung mit einem Emulator                                                                |
| .3g2                   |                | Third Generation Partnership 2 | Videoformat für Mobiltelefone |
| .3ga                   |                | Third Generation Partnership Audio | Audioformat für Motorola Mobiltelefone                                                                                                 |
| .3gp                   |                | Third Generation Partnership | Videoformat für Mobiltelefone |
| .411                   |                | Daten-Datei | Verwendet in Digitalkameras |
| .4db                   |                | Structure File | 4D (4th Dimension) |
| .4dd                   |                | 4D Data File | 4D (4th Dimension) |
| .4dr                   |                | Data Resource File | 4D (4th Dimension) |
| .4ge                   |                | Compiled Code | Informix 4GL |
| .4gi                   |                | Compiled Code | Informix 4GL, Objektdateien, die vom Linker zu 4ge zusammengebunden werden                                                             |
| .4gl                   |                | Source Code | Informix 4GL |
| .4bl                   |                | Source Code | Informix 4GL, Sicherheitskopie der 4gl beim Kompilieren                                                                                |
| .4qr                   |                | QuickReport | 4D (4th Dimension) |
| .4v                    |                | Musikdatei | Quartet |
| .5lm                   |                | Datenbankdatei | Datenbankdatei der Dokumentenverwaltung FAUST                                                                                          |
| .669                   |                | Composer 669 | Trackermodul (Musikformat) des Composer 669/UNIS 669                                                                                   |
| .7au                   |                | GN-Logger | Trace (GN-Logger)) |
| .7z                    |                | 7-Zip | Komprimiertes Dateiarchiv (7-Zip) |
| .8                     |                | Source-Datei | Assembler, identisch mit Microsoft Assembler                                                                                           |
| .8bf                   |                | Plug-in | Plug-in-Filter für viele Grafikprogramme, von Adobe Photoshop eingeführt                                                               |
| .8bi                   |                | Plug-in | siehe .8bf |
| .8ds                   |                | Plug-in | Plug-in-Menü(?) nur für Photoshop(?)                                                                                                   |
| .8xp                   |                | Ti-8x Programm | Programmdatei für Taschenrechner von Ti der Serie 8x (82,83,...)                                                                       |